# Amt Travemünde

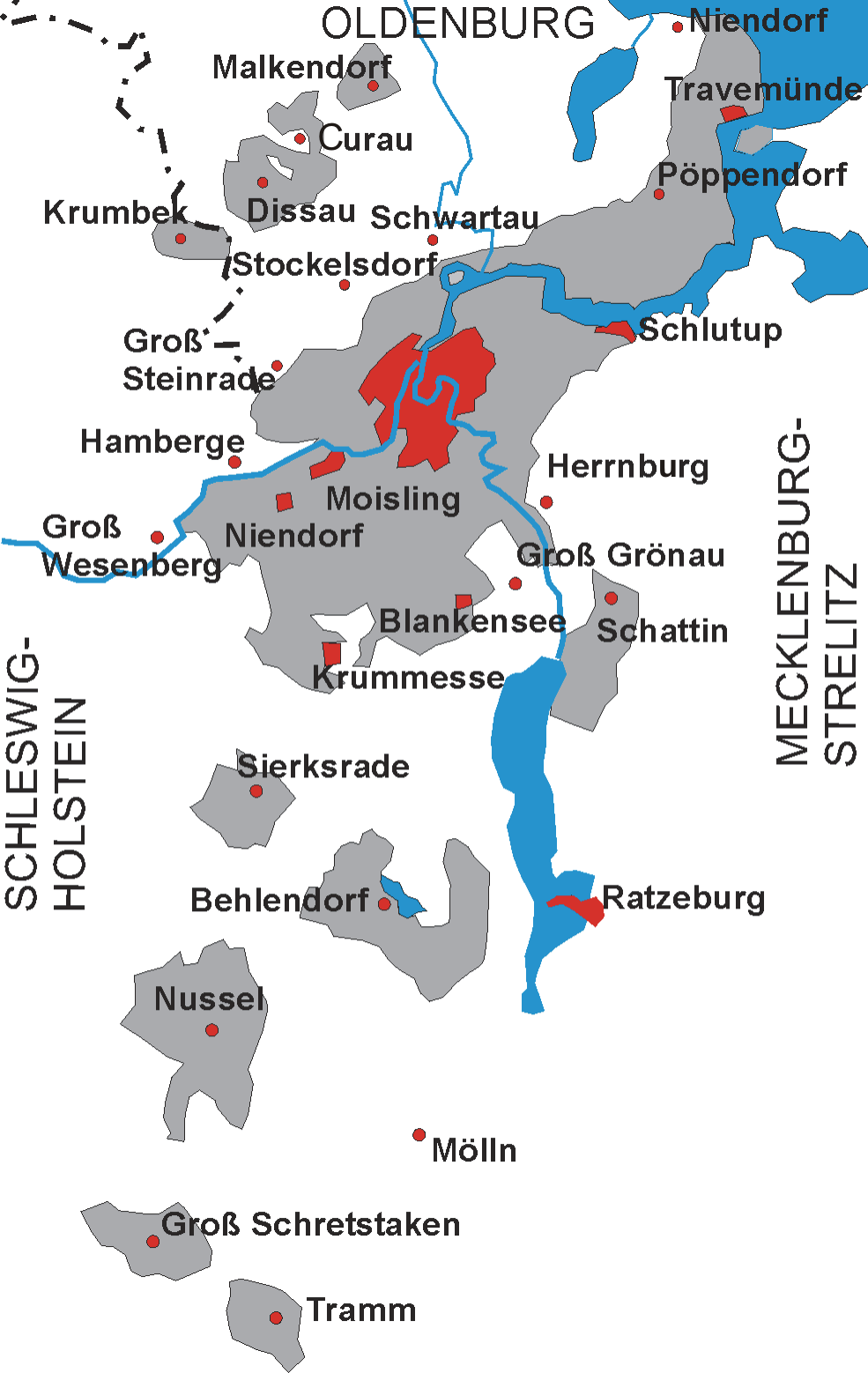
Das Staatsgebiet der Freien und Hansestadt Lübeck

Das Amt Travemünde war ein Verwaltungsbezirk der Freien und Hansestadt Lübeck.

## Gebiet und Aufgaben
Es wurde (zusammen mit dem Stadtamt und dem Landamt) per 1. Januar 1852 gebildet und umfasste/verwaltete die lübschen Besitzungen im Travemünder Winkel:
- Travemünde (mit dem Dorf Rönnau) und
- Brodten, Dummersdorf, Gneversdorf, Herrenwyk, Ivendorf, Kücknitz, Pöppendorf, Teutendorf.

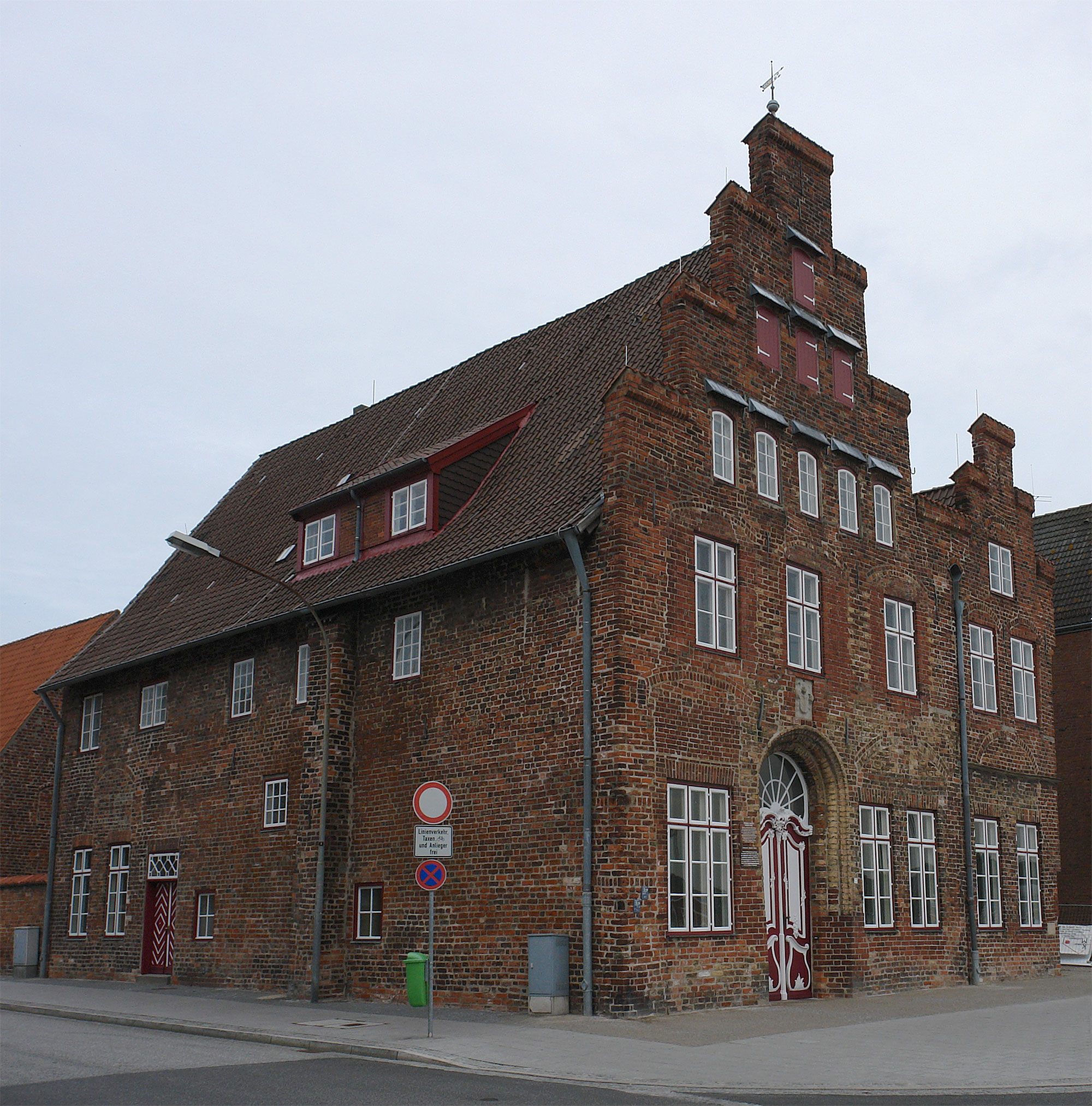
Amtsgebäude (Vogtei)

Das Amt, dem ein vom Lübecker Senat bestellter Amtsverwalter vorstand, dem ein Kanzlist beigegeben war, verwaltete das Polizeiwesen, das Vormundschafts- und Hypothekenwesen, die freiwillige Gerichtsbarkeit, soweit solche nicht ausschließlich den Gerichten zugewiesen war, die Erteilung des Staatsbürgerrechtes und der Schutzgenossenschaft, die Erteilung der Trauscheine und die Schließung der Zivilehen, die Gewerbeverhältnisse, die Beaufsichtigung der Grenzen und die teilweise Hebung der öffentlichen Gefälle (Abgaben). Das Sitzungszimmer und das Büro befanden sich im Amtslokal (der Vogtei) zu Travemünde.
Bis zur Reichsjustizreform 1877 bildete der rechtsgelehrte Amtsverwalter zugleich das Gericht erster Instanz für Travemünde.
1879 wurden das Amt Travemünde aufgehoben und dessen Verwaltungsfunktionen auf das Stadt- und Landamt übertragen.

## Amtsverwalter
- 1852– Carl Christian Lüdert (zuvor Stadthauptmann)
- –1868 Johannes Kollmann
- 1868–1879 Wilhelm Gädeke